# Vansbrosimningen
Vansbrosimningen går av stapeln i juli och är en årlig långdistanssimning i öppet vatten i Vansbro kommun sedan 1950. De tävlande simmar 3 000 meter, varav 2 000 meter i Vanån medströms och knappt 1 000 meter i Västerdalälven motströms. Sedan 1972 är simningen del av en svensk klassiker.

## Historik
Första året 1950 deltog tio personer, varav nio fullföljde. De fyra första åren (1950-1953) segrade Sven-Eric Ferneborg från hemmaklubben. 1956 fick Vansbrosimningen officiell tävlingsstatus. Det året vann Göran Åberg (Örebro SS) och Elsa By (Falu SS).
År 1972 infördes En Svensk Klassiker. Vansbrosimningen ingår där tillsammans med Vasaloppet,  Engelbrektsloppet, Lidingöloppet och Vätternrundan. Åren 2005-2006 hade Vansbrosimningen status som Långlopps-SM i öppet vatten. Från 2007 arrangerades Långlopps-SM som separat tävling i Vansbro, 5 000 meter i öppet vatten. Tävlingen arrangerades tillsammans med Svenska Simförbundet och för första gången tävlades det på en 3 x 1 667 meter lång bana i Västerdalälven. 
År 2011 arrangerades Nordiskt Mästerskap och SM/JSM Open Water 10 km. 
Vattentemperaturen har varit 14-22 grader Celsius under åren 2000-2016. Simmarna rekommenderas använda våtdräkt upp till och med 21 grader Celsius. 
2025 krossade Victor Johansson banrekordet när han gick i mål på 28.42. 
Utöver loppen i öppet vatten arrangeras tävlingar och motionslopp i triathlon, swimrun och tidigare även landsvägscykel (2013-2017). År 2015 var närmare 16 000 anmälda i Vansbrosimningens lopp, det vill säga Vansbrosimningen, Vansbro Öppen Älv, Vansbro Halvsim, Vansbro Tjejsim, Vansbro Ungdomssim, Vansbro Triathlon, Vansbro Swimrun och Vansbro Bianchi 120.
Sedan 2018 finns även Vansbro 10K, ett tiokilometerslopp med start i Flögforsen norr om Vansbro och mål vid den klassiska målgången vid Plasket.

## Segrare
Från starten 1950 och fram till 1955 var inte Vansbrosimningen upplagd som tävling, varför inga segrare korades. Vid exempelvis låga vattentemperaturer ställs tävlingen in (lägre än 13 grader Celsius för 3000 meter-distansen).

### Herrar
| År   | Namn                                | Klubb/Land                          | Tid                                 |
| 1950 | Sven-Eric Ferneborg                 | Vansbro AIK                         | ej tidtagning                       |
| 1951 | Sven-Eric Ferneborg                 | Vansbro AIK                         | ej tidtagning                       |
| 1952 | Sven-Eric Ferneborg                 | Vansbro AIK                         | 58.00                               |
| 1953 | Sven-Eric Ferneborg                 | Vansbro AIK                         | ej tidtagning                       |
| 1954 | Eddie By                            | Falu SS                             | ej tidtagning                       |
| 1955 | SO Andersson                        | Orsa                                | ej tidtagning                       |
| ---- | ----------------------------------- | ----------------------------------- | ----------------------------------- |
| 1956 | Göran Åberg                         | Örebro SS                           | 42.34                               |
| 1957 | Glenn Pettersson                    | Upsala SS                           | 42.19                               |
| 1958 | Glenn Pettersson                    | Upsala SS                           | 37.12                               |
| 1959 | Glenn Pettersson                    | Upsala SS                           | 38.20                               |
| 1960 | Håkan Bengtsson (simmare)           | Stockholmspolisens IF               | 39.50                               |
| 1961 | Mats Svensson                       | IF Elfsborg                         | 37.20                               |
| 1962 | Sten Ekman                          | Tunafors SK                         | 37.55                               |
| 1963 | Mats Svensson                       | IF Elfsborg                         | 35.38                               |
| 1964 | Tommy Danielsson                    | Stockholms KK                       | 40.40                               |
| 1965 | Hans Rosendal                       | Katrineholms SS                     | 38.04                               |
| 1966 | Sven von Holst                      | Stockholms KK                       | 36.13                               |
| 1967 | Birger Eriksson                     | Stockholmspolisens IF               | 35.59                               |
| 1968 | Erkki Hänninen                      | Finland                             | 36.10                               |
| 1969 | Peter Feil                          | Eskilstuna SS                       | 33.50                               |
| 1970 | Sven von Holst                      | Stockholms KK                       | 35.07                               |
| 1971 | Olle Fransson                       | Eskilstuna SS                       | 34.29                               |
| 1972 | Bengt Jönsson                       | Sollefteå ASS                       | 35.58                               |
| 1973 | And. Sandberg                       | SKK-Spårvägen                       | 34.23                               |
| 1974 | And. Sandberg                       | SKK-Spårvägen                       | 34.36                               |
| 1975 | Bengt Jönsson                       | Sollefteå ASS                       | 34.57                               |
| 1976 | Bernt Zarnowiecki                   | Falu SS                             | 35.28                               |
| 1977 | Owe Lindqvist                       | Borlänge SS                         | 33.40                               |
| 1978 | Sven von Holst                      | Falu SS                             | 34.35                               |
| 1979 | Kent Andersson                      | Oxelösunds SS                       | 33.48                               |
| 1980 | Kent Andersson                      | Oxelösunds SS                       | 23.48 (Förkortat)                   |
| 1981 | Inställt                            | Inställt                            | Inställt                            |
| 1982 | Kent Andersson                      | Oxelösunds SS                       | 34.42                               |
| 1983 | Kent Andersson                      | Oxelösunds SS                       | 33.28                               |
| 1984 | Kent Andersson                      | Simavdelningen 1902                 | 21.51 (Förkortat)                   |
| 1985 | Krister Sikström                    | Västerås SS                         | 33.26                               |
| 1986 | Henrik Jangvall                     | Sundsvalls SS                       | 32.30                               |
| 1987 | Mats Nygren                         | Västerås SS                         | 32.11                               |
| 1988 | Jarmo Salonen                       | Södertälje SS                       | 32.20                               |
| 1989 | Magnus Karlsson                     | Norrköpings KK                      | 31.07                               |
| 1990 | Magnus Karlsson                     | Norrköpings KK                      | 21.06 (Förkortat)                   |
| 1991 | Inställt                            | Inställt                            | Inställt                            |
| 1992 | Ola Strömberg                       | Malmö KK                            | 31.38                               |
| 1993 | Mikael E Rosén                      | Fagersta SK                         | 18.01 (Förkortat)                   |
| 1994 | Ola Strömberg                       | Malmö KK                            | 32.06                               |
| 1995 | Inställt                            | Inställt                            | Inställt                            |
| 1996 | Oscar Forsberg                      | Motala SS                           | 20.08 (Förkortat)                   |
| 1997 | Oscar Forsberg                      | Motala SS                           | 31.33                               |
| 1998 | Joachim Willén                      | Motala SS                           | 31.55                               |
| 1999 | Mikael E Rosén                      | Sundsvalls SS                       | 30.47                               |
| 2000 | Fredrik Olsson                      | Hudiksvalls SS                      | 17.58 (Förkortat)                   |
| 2001 | Mikael E Rosén                      | Stockholmspolisens IF               | 32.04                               |
| 2002 | Fredrik Olsson                      | Hudiksvalls SS                      | 29.46                               |
| 2003 | Fredrik Olsson                      | Hudiksvalls SS                      | 29.45                               |
| 2004 | Fredrik Olsson                      | Hudiksvalls SS                      | 32.31                               |
| 2005 | Erik Strand                         | Falu SS                             | 33.31                               |
| 2006 | Daniel Halldén                      | Trollhättans SS                     | 31.55                               |
| 2007 | Mike Thorén                         | Motala SS                           | 31.56                               |
| 2008 | Mike Thorén                         | Linköpings ASS                      | 31.57                               |
| 2009 | Johan Sandberg                      | Upplands Väsby                      | 29.52                               |
| 2010 | Mike Thorén                         | Motala SS                           | 31.32                               |
| 2011 | Nicklas Luplau                      | West Swim Esbjerg                   | 30.05                               |
| 2012 | Tim Arnesen                         | Mölndals Allmänna Simsällskap       | 30.24                               |
| 2013 | Anton Björk-Teuscher                | Karlstad Simsällskap                | 30.07                               |
| 2014 | Gusten Eriksson                     | Motala Simsällskap                  | 16.01 (Förkortat)                   |
| 2015 | Anton Björk-Teuscher                | Simklubben S02                      | 31.42 (Delad seger)                 |
| 2015 | Simon Wanna                         | Säffle Simsällskap                  | 31.42 (Delad seger)                 |
| 2016 | Ivan Šitić                          | Kroatien                            | 30.02                               |
| 2017 | Andreas Waschburger                 | Tyskland                            | 29.43                               |
| 2018 | Diogo Villarinho                    | Brasilien                           | 29.28                               |
| 2019 | Yasunari Hirai                      | Japan                               | 29:40,2                             |
| 2020 | Inställt på grund av Coronapandemin | Inställt på grund av Coronapandemin | Inställt på grund av Coronapandemin |
| 2021 | Inställt på grund av Coronapandemin | Inställt på grund av Coronapandemin | Inställt på grund av Coronapandemin |
| 2022 | Andrea Filadelli                    | Italien                             | 29.34                               |
| 2023 | Marcel Schouten                     | Nederländerna                       | 29.36                               |
| 2024 | Victor Johansson                    | Jönköping SS                        | 29.29                               |
| 2025 | Victor Johansson                    | Jönköping SS                        | 28.42                               |

### Damer
| År   | Namn                                | Klubb/Land                          | Tid                                                    |
| ---- | ----------------------------------- | ----------------------------------- | ------------------------------------------------------ |
| 1956 | Elsa By                             | Falu Simsällskap                    | 56.32                                                  |
| 1957 | Birgitta Ljunggren                  | S-02                                | 55.12                                                  |
| 1958 | Inger Boberg                        | Ludvika FFI                         | 52.32                                                  |
| 1959 | Kerstin Thörnberg                   | Harnäs Simsällskap                  | 49.06                                                  |
| 1960 | Marita Norman                       | Karlskoga                           | 47.13                                                  |
| 1961 | Inger Thorngren                     | Upsala SS                           | 42.09                                                  |
| 1962 | Monica Ahlgren                      | Upsala SS                           | 46.16                                                  |
| 1963 | Inger Thorngren                     | Upsala SS                           | 46.16                                                  |
| 1964 | Margareta Rylander                  | Stockholms KK                       | 40.28 (Totalsegrare: snabbare tid än manlige segraren) |
| 1965 | Ingrid Andersson                    | Norrköpings KK                      | 45.56                                                  |
| 1966 | Ann-Christin Olson                  | Norrköpings KK                      | 43.22                                                  |
| 1967 | Elisabeth Hjort                     | Gävle Simsällskap                   | 40.53                                                  |
| 1968 | Elisabeth Hjort                     | Gävle Simsällskap                   | 39.27                                                  |
| 1969 | Carina Eriksson                     | Gävle Simsällskap                   | 39.33                                                  |
| 1970 | Carina Eriksson                     | Gävle Simsällskap                   | 38.49                                                  |
| 1971 | Carina Eriksson                     | Gävle Simsällskap                   | 37.32                                                  |
| 1972 | Ulla Eriksson                       | Gävle Simsällskap                   | 37.49                                                  |
| 1973 | Yvonne Lindqvist                    | Stockholmspolisens IF               | 36.55                                                  |
| 1974 | Inga Norrbelius                     | Gävle Simsällskap                   | 37.31                                                  |
| 1975 | Ann-Mari Jansson                    | Köpings Simsällskap                 | 35.01                                                  |
| 1976 | Anette Lindvall                     | Falu SS                             | 35.57                                                  |
| 1977 | Anna-Lena Åslund                    | Nyköpings Simsällskap               | 35.18                                                  |
| 1978 | Marie Ekholm                        | Falu SS                             | 34.51                                                  |
| 1979 | Marie Gommel                        | Malungs Simsällskap                 | 34.51                                                  |
| 1980 | Annika Lindholm                     | Linköpings ASS                      | 24.49 (Förkortat)                                      |
| 1980 | Marie Gommel                        | Borlänge Simsällskap                | 24.49 (Förkortat)                                      |
| 1981 | Inställt                            | Inställt                            | Inställt                                               |
| 1982 | Marie Gommel                        | Borlänge Simsällskap                | 35.08                                                  |
| 1983 | Marie Gommel                        | Borlänge Simsällskap                | 35.47                                                  |
| 1984 | Marie Johansson                     | Filipstads IF                       | 22.05 (Förkortat)                                      |
| 1985 | Anna Blomster                       | Västerås SS                         | 35.22                                                  |
| 1986 | Anna Blomster                       | Västerås SS                         | 34.20                                                  |
| 1987 | Anna Blomster                       | Västerås SS                         | 34.10                                                  |
| 1988 | Christina Blomgren                  | S-02                                | 34.32                                                  |
| 1989 | Anette Karlberg                     | S-02                                | 33.47                                                  |
| 1990 | Anette Karlberg                     | S-02                                | 22.37 (Förkortat)                                      |
| 1991 | Inställt                            | Inställt                            | Inställt                                               |
| 1992 | Anette Karlberg                     | S-02                                | 35.32                                                  |
| 1993 | Anna Pettersson                     | Linköpings ASS                      | 19.34 (Förkortat)                                      |
| 1994 | Ann-Sofie Jönsson                   | Tunefors SK                         | 34.22                                                  |
| 1995 | Inställt                            | Inställt                            | Inställt                                               |
| 1996 | Cecilia Ström                       | Linköpings ASS                      | 20.52 (Förkortat)                                      |
| 1997 | Cecilia Ström                       | Linköpings ASS                      | 34.11                                                  |
| 1998 | Cecilia Ström                       | Linköpings ASS                      | 32.55                                                  |
| 1999 | Cecilia Ström                       | Linköpings ASS                      | 33.02                                                  |
| 2000 | Cecilia Ström                       | Linköpings ASS                      | 19.56 (Förkortat)                                      |
| 2001 | Mia Brodén                          | Falu SS                             | 33.58                                                  |
| 2002 | Mia Brodén                          | Falu SS                             | 32.44                                                  |
| 2002 | Åsa Neij                            | Jönköpings Simsällskap              | 32.44                                                  |
| 2003 | Mia Brodén                          | Falu SS                             | 30.27                                                  |
| 2004 | Åsa Neij                            | Jönköpings Simsällskap              | 33.55                                                  |
| 2005 | Mia Brodén                          | Falu SS                             | 33.42                                                  |
| 2006 | Eva Berglund                        | Jönköpings Simsällskap              | 34.20                                                  |
| 2007 | Eva Berglund                        | Jönköpings Simsällskap              | 32.59                                                  |
| 2008 | Eva Berglund                        | Jönköpings Simsällskap              | 33.28                                                  |
| 2009 | Trine Gudnitz                       | Danmark                             | 31.18                                                  |
| 2010 | Mathilde Riis Sørensen              | Danmark                             | 32.53                                                  |
| 2011 | Mathilde Riis Sørensen              | Danmark                             | 31.28                                                  |
| 2012 | Mathilde Riis Sørensen              | Danmark                             | 31.26                                                  |
| 2013 | Mathilde Riis Sørensen              | Danmark                             | 31.45                                                  |
| 2014 | Ellen Olsson                        | Skåre Swim Club                     | 17.28 (Förkortat)                                      |
| 2015 | Ellen Olsson                        | Skåre Swim Club                     | 33.33                                                  |
| 2016 | Åsa Annerstedt                      | Falu SS                             | 34.50                                                  |
| 2017 | Martina De Memme                    | Italien                             | 32.13                                                  |
| 2018 | Caroline Jouisse                    | Frankrike                           | 32.02                                                  |
| 2019 | Caroline Jouisse                    | Frankrike                           | 32.07                                                  |
| 2020 | Inställt på grund av Coronapandemin | Inställt på grund av Coronapandemin | Inställt på grund av Coronapandemin                    |
| 2021 | Inställt på grund av Coronapandemin | Inställt på grund av Coronapandemin | Inställt på grund av Coronapandemin                    |
| 2022 | Sofie Callo von Platen              | Italien                             | 32.59                                                  |
| 2023 | Caroline Jouisse                    | Frankrike                           | 31.40                                                  |
| 2024 | Sofie Callo von Platen              | Italien                             | 34.25                                                  |
| 2025 | Thilda Häll                         | SK Elfsborg                         | 33.21                                                  |

## Kartor/Satellitbilder
- Start: 60°31.30′N 14°13.06′Ö / 60.52167°N 14.21767°Ö
- Mål: 60°30.32′N 14°13.81′Ö / 60.50533°N 14.23017°Ö